# Пенко Кръстев
Пенко Кръстев Пенков е български политик от БКП.

## Биография
Роден е на 6 август 1915 г. във фердинандското село Замфирово. През 1933 г. започва да участва в марксистко-ленински кръжоци. През 1944 г. става член на БКП. Става студент и влиза в БОНСС. През 1942 г. е арестуван и осъден на доживотен затвор. След 9 септември 1944 г. става първи секретар на Окръжния комитет на БКП в Монтана. Известно време е заместник-министър на земеделието и завеждащ отдел „Селскостопански“ при ЦК на БКП (1967 – 1973). През 1973 г. е определен за първи заместник-председател на Централния комитет на борците против фашизма и капитализма. От 2 юни 1958 до 5 ноември 1962 г. е кандидат-член на ЦК на БКП. В периода 5 ноември 1962 – 2 април 1976 г. е член на ЦК на БКП. Умира през 2002 г.